# Ursulines de Tildonk
Les sœurs Ursulines de Tildonk (O.S.U.) (en néerlandais: Zusters Ursulinen van Tildonk) forment un groupe de religieuses catholiques enseignantes de droit pontifical appartenant à la tradition de sainte Angèle Mérici. Formé au début du XIXe siècle à Tildonk en Belgique, un groupe indépendant d’enseignantes catholiques essaima dans les régions voisines et obtint son affiliation à l’ordre de Sainte-Ursule. 

## Histoire

### Origines et fondation
Le jour de l’Ascension 1818, trois jeunes femmes de Tildonk (un village se trouvant à quelque 20 km au nord-est de Bruxelles), Anna-Marie Van Groederbeek, Maria Van Ackerbrouck, et Catharina Van den Schriek, ouvrent ensemble une école pour filles au presbytère même de la paroisse dont le curé, Jean Lambertz (1785-1869), est leur guide. Bientôt d’autres jeunes femmes se joignent au groupe – dès l’année suivante elles sont sept - et se consacrent aux enfants qui leur sont confiés. Leur style de vie est religieux. Lambertz, qui au départ n’avait pas l’intention de fonder une congrégation religieuse, leur donne le nom de Filles de sainte Ursule, en référence à l’institut religieux fondé en 1535 par sainte Angèle Mérici (et placé sous la protection de sainte Ursule), spécifiquement pour l’éducation des jeunes filles.  

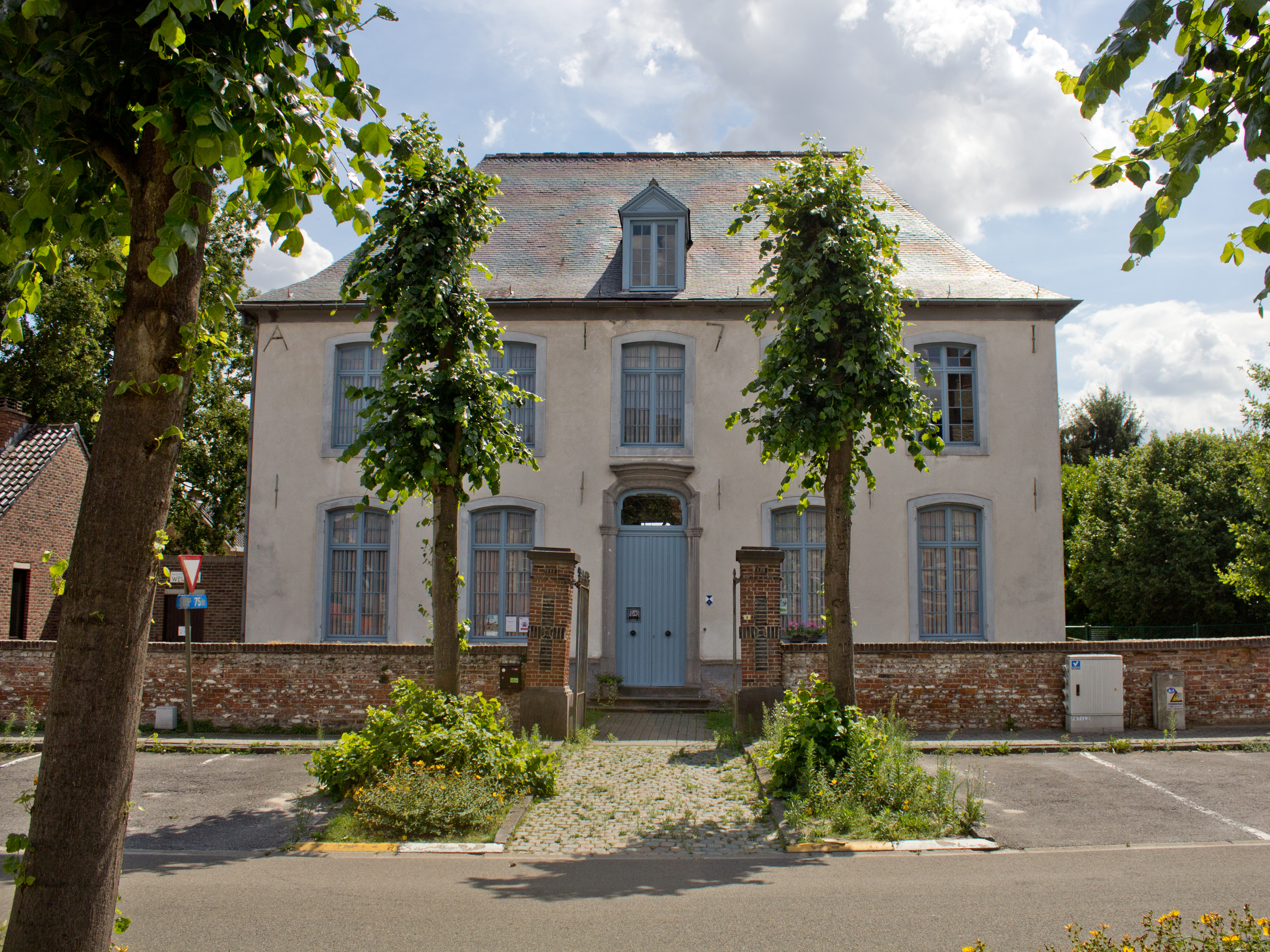
Le presbytère de Tildonk où s'ouvrit la première école.

Bientôt le presbytère est trop étroit, certaines jeunes filles étant également reçues comme pensionnaires. Un premier bâtiment est construit sur le site où se trouve encore aujourd’hui le couvent des Ursulines. Le groupe évolue vers une vie religieuse structurée. Le père Lambertz écrit pour elles des statuts qui le 14 mai 1822 sont approuvés par l’archevêque de Malines, Mgr de Méan. Après quelques démêlés avec les autorités civiles des Pays-Bas (qui voient d’un mauvais œil tout ce qui est influence catholique) les douze premières religieuses prononcent leurs vœux de religion le 4 mars 1825. Le 13 mars la première supérieure générale est élue. 
L’indépendance de la Belgique donne pleine liberté religieuse au pays. Dès 1832 le groupe est reconnu par le cardinal Sterckx comme institut religieux. Le 1er mai 1832, 18 religieuses prononcent leurs vœux définitifs. Elles adoptent la règle de saint Augustin et les constitutions des Ursulines de Bordeaux, adaptées par le père Lambertz et les religieuses elles-mêmes aux besoins pastoraux et éducatifs de leur région.
Les ouvertures d’écoles avec couvents dans les villages voisins, et même pays voisins, se succèdent rapidement. À la mort du père Lambertz, le 12 mai 1869 la congrégation compte 43 couvents autonomes. Ils forment une union sous la direction d’une supérieure générale. Quarante couvents se trouvent en Belgique, aux Pays-Bas, Angleterre, Allemagne et Indes néerlandaises (Indonésie). Trois fondations indépendantes se sont jointes à la nouvelle congrégation de Tildonk. 
Les maisons sont largement autonomes permettant une grande flexibilité apostolique. Les supérieures des maisons se réunissent une fois par an sous la direction du fondateur, Jean Lambertz. Après sa mort, un visiteur canonique nommé par l’archevêque prend sa relève, qui visite également les couvents à intervalles réguliers. En 1893 un noviciat est ouvert à Haacht (Belgique).

### Regroupement et expansion missionnaire
À partir de 1895, les liens se resserrent autour de la maison-mère de Tildonk. Un premier regroupement est approuvé par le cardinal Goossens. Le 29 janvier 1895, une supérieure générale des « religieuses ursulines de Tildonk » est élue, qui place la congrégation sous la protection de Notre-Dame-des-Sept-Douleurs. Presque toutes les maisons de l’archidiocèse de Malines rejoignent la congrégation de Tildonk. Les constitutions retouchées sont approuvées par le cardinal Goossens en 1898. Les autres maisons, plus éloignées, forment généralement des congrégations diocésaines sous l’autorité de l’évêque local. Plusieurs rejoindront plus tard les Ursulines de l'union romaine. 
L’expansion missionnaire est sensible au tournant du XXe siècle. À l’appel de Mgr Brice Meuleman, archevêque de Calcutta, les religieuse de Tildonk ouvrent des écoles, à partir de 1903, dans le Chota Nâgpur (Inde), une région d'Inde centrale récemment évangélisée. Elles entrent au Canada en 1914 et aux États-Unis en 1924. Plus tard, à partir de 1955, elles ouvrent des maisons au Congo belge. Ces régions forment aujourd’hui les « provinces » de la congrégation des religieuses de Tildonk. 
Sous l’influence du cardinal Joseph Van Roey, les maisons perdent peu à peu leur autonomie : le cardinal favorise un gouvernement plus centralisé (décembre 1953).

### Après Vatican II
Nouvelle étape, en 1978, à la suite du concile Vatican II, le chapitre général estime qu’il est nécessaire d’établir un gouvernement central ayant une autorité permettant un meilleur développement de la congrégation: à la supérieure générale sont adjointes deux assistantes générales. De largement belge qu’il était, le gouvernement devient également international dans sa composition.  
Dans le même esprit d’universalité le chapitre général de 1978 décide de demander l’approbation du Saint-Siège pour que la congrégation devienne de droit pontifical. Le 18 octobre 1982 ce statut pontifical est accordé et les constitutions et directives sont approuvées par la Congrégation pour les religieux. Le document est signé le 15 septembre 1983, fête de Notre-Dame-des-Sept-Douleurs, qui reste Reine et Mère de la congrégation des ursulines de Tildonk.

## Aujourd’hui
Les Ursulines de Tildonk continuent à s’engager au service de l’éducation chrétienne de la jeunesse, particulièrement dans les pays émergents. Elles sont présentes en Belgique, Canada, Congo, États-Unis, Guyane, Inde. Un très large groupe d’entre elles sont indiennes. 
D’après l’Annuario pontificio de 2010 les religieuses ursulines de Tildonk sont au nombre de 1031 réparties en 145 communautés. Parmi les 29 groupes de religieuses ursulines enseignantes se référant à l’idéal d’Angèle Mérici et l’ordre de Sainte-Ursule (O.S.U.), elles forment le second plus important groupe, après les Ursulines de l'union romaine (2137 membres).  Même si, pour des raisons historiques, le couvent de Tildonk reste la maison-mère de l'institut, la maison généralice de l’institut s’est déplacée pour se fixer à Bruxelles (Belgique).